# Bulbophyllum copelandii
Bulbophyllum copelandii là một loài phong lan thuộc chi Bulbophyllum.